# Nya psalmer 1921
Nya psalmer – Av Kungl. Maj:t medgivna att användas tillsammans med 1819 års psalmbok var ett tillägg till innehållet i 1819 års psalmbok som gavs ut i nytryck 1921 med ett eget avsnitt, kallat "Nya Psalmer", då bland annat några av Lina Sandells psalmer kom med och Stilla natt, heliga natt, Gläns över sjö och strand liksom Härlig är jorden publicerades första gången i Sverige. Tanken med utgivningen var att man ville prova en del nya och bearbetade psalmer inför en förestående större revidering av den då ganska ålderstigna psalmboken som använts i hundra år. 
Kunglig Majestäts kungörelse om antagande av Nya psalmer är daterat till 12 september 1921, vilken också påbjöds att läsas upp vid allmän gudstjänst omedelbart efter att den nått vederbörande pastorsämbete. Det framgår av Koralbok till Nya psalmer att psalmboksnämnden som arbetat fram till 1920 års kyrkomötet förordat strykning av en del psalmer ur 1819 års psalmbok.
De nya psalmerna och den reviderade listan av 1819 års psalmer skulle tas i bruk från första söndagen i advent den 27 november 1921 och ”anmärkningar och erinringar” på innehållet skulle inlämnas före den 1 januari 1924.

## Psalmer i 1921 års tillägg till 1819 års psalmbok

### Guds härlighet

#### Guds härlighet i hans väsen och verk
- 501 Tränger i dolda djupen ner
- 502 O Du, som ser, o Du, som vet
- 503 Herren, vår Gud, är en konung Finns på Wikisource.
- 504 Härlig är jorden Finns på Wikisource.
- 505 O Gud, vi lova Dig (Te Deum) Finns på Wikisource.

#### Guds härlighet i Kristus
- 506 Så älskade Gud världen all Finns på Wikisource.
- 507 Här en källa rinner Finns på Wikisource.
- 508 Jag om en konung sjunga vill
- 509 Hell morgonstjärna, mild och ren Finns på Wikisource.

### Kyrkans högtider

#### Kyrkans högtider: Advent
- 510 Gud, vår Gud, för världen all Psaltaren 72 Finns på Wikisource.
- 511 När vintermörkret kring oss står Finns på Wikisource.
- 512 Han kommer i sin kyrka
- 513 Jag höja vill till Gud min sång

#### Kyrkans högtider: Jul
- 514 Det är en ros utsprungen Finns på Wikisource.
- 515 Stilla natt, heliga natt Finns på Wikisource.
- 516 O du saliga, o du heliga Finns på Wikisource.

#### Kyrkans högtider: Nyår
- 517 Vad har min själ till vinning kvar

#### Kyrkans högtider: Passionstiden
- 518 Det går ett tyst och tåligt lamm
- 519 Han på korset, han allena Finns på Wikisource.
- 520 O huvud, blodigt, sårat Finns på Wikisource.

#### Kyrkans högtider: Kristi himmelsfärdsdag
- 521 Så gick din gång till härlighetens värld

#### Kyrkans högtider: Trefaldighetssöndagen
- 522 Vi tro på Gud, som himmel, jord

#### Kyrkans högtider: Kristi förklaring
- 523 Vår blick mot helga berget går Finns på Wikisource.

#### Kyrkans högtider: Allhelgonadagen
- 524 Johannes såg så klar en syn
- 525 För alla helgon, som i kamp för tron
- 526 Vem är den stora skaran där Finns på Wikisource.

### Kyrkan och nådemedlen

#### Kyrkan och nådemedlen: Kyrkans och hennes uppgift
- 527 En vingård Gud planterat har
- 528 Gammal är kyrkan, Herrens hus
- 529 Med pelarstoder tolv står Herrens helga kyrka
- 530 Kom, Helge Ande! Med ditt ljus
- 531 En Fader oss förenar Finns på Wikisource.
- 532 Tack, o Gud, att i din kyrka Finns på Wikisource.
- 533 Fädernas kyrka
- 534 Ack, saliga dag, som i hoppet vi bida

#### Kyrkan och nådemedlen: Missionen
- 535 O Herre Gud, oss nådig var, Psaltaren 67
- 536 Herrens stad har fasta grunder
- 537 Så långt som havets bölja går
- 538 Ditt ljus, o Helge Ande, tänd
- 539 Upp, var ljus, ty ljuset lyser
- 540 I makt utan like
- 541 Lyssna! Sion, Klagan ljuder
- 542 Tillkomme ditt rike Finns på Wikisource.
- 543 Väldigt går ett rop över land, över hav
- 544 Fader, förbarma Dig
- 545 För hedningarnas skaror
- 546 För hednavärlden vida
- 547 Du för vars allmaktsord Finns på Wikisource.
- 548 Vattuströmmar skola flyta

#### Kyrkan och nådemedlen: Reformationen
- 549 Framfaren är natten Finns på Wikisource.
- 550 De äro nu förgångna
- 551 Vida kring jorden

#### Kyrkan och nådemedlen: Guds ord
- 552 O Gud, behåll oss vid ditt ord
- 553 En dyr klenod, en klar och ren Finns på Wikisource.

#### Kyrkan och nådemedlen: Dopet
- 554 När till Jordan vår Herre drog
- 555 Jesu, du, som i din famn
- 556 I livets bok, o Fader, skriv
- 557 Glad jag städse vill bekänna

#### Kyrkan och nådemedlen: Nattvarden

##### Kyrkan och nådemedlen: Nattvardspsalm för sjuka
- 558 Till dig, o milde Jesu Krist

#### Kyrkan och nådemedlen: Ordets ämbete och församlingslivet

##### Kyrkan och nådemedlen: Ordets ämbete och församlingslivet: Vilodagen och gudstjänsten
- 559 Salig är den stilla stunden
- 560 Så skön en väg ej finns på jord
- 561 Hur ljuvt det är att komma Finns på Wikisource.
- 562 Helige Fader, kom och var oss nära Finns på Wikisource.
- 563 Herre, samla oss nu alla Finns på Wikisource.

##### Kyrkan och nådemedlen: Ordets ämbete och församlingslivet: Ungdomens konfirmation och första nattvardsgång
- 564 O Jesu, du som själv har tagit Finns på Wikisource.
- 565 Dina blevo vi som späda Finns på Wikisource.

##### Kyrkan och nådemedlen: Ordets ämbete och församlingslivet: Diakoni
- 566 Herrens röst i Sion ljuder
- 567 Din kärlek, Jesu, gräns ej vet
- 568 Kärlek av höjden
- 569 Konung och Präst, träd in i denna skara
- 570 Får ej i vårt hjärta bo Finns på Wikisource.

##### Kyrkan och nådemedlen: Ordets ämbete och församlingslivet: Vid brudvigsel
- 571 Vi önska nu vår brudgum och brud Finns på Wikisource.
- 572 Gud, se i nåd till dessa två Finns på Wikisource.

##### Kyrkan och nådemedlen: Ordets ämbete och församlingslivet: Vid kyrkoinvigning
- 573 Sköna tempel, Herrens boning

##### Kyrkan och nådemedlen: Ordets ämbete och församlingslivet: Vid kyrkogårdsinvigning
- 574 En handsbredd är vår levnads mått

### Det Kristliga Troslivet

#### Det Kristliga Troslivet: Troslivet hos den enskilda människan

##### Det Kristliga Troslivet: Troslivet hos den enskilda människan: Kallelse väckelse och upplysning
- 575 Tanke, som fåfängt spanar
- 576 Ingen hinner fram till den eviga ron Finns på Wikisource.
- 577 Två väldiga strida om människans själ Finns på Wikisource.
- 578 Mänska, jord du måste bliva

##### Det Kristliga Troslivet: Troslivet hos den enskilda människan: Bättring och omvändelse
- 579 O Herre Gud barmhärtig var Finns på Wikisource.
- 580 O Gud, giv oss din Andes nåd
- 581 Jag vet en port som öppen står Finns på Wikisource.
- 582 Den rätt på dig, o Jesu, tror Finns på Wikisource.
- 583 Jag nu den säkra grunden vunnit
- 584 Fader, du vars hjärta gömmer

##### Det Kristliga Troslivet: Troslivet hos den enskilda människan: Barnaskapet hos Gud i Kristus
- 585 Kärlek från vår Gud Finns på Wikisource.
- 586 Min vän är ljuv, min vän är mild

##### Det Kristliga Troslivet: Troslivet hos den enskilda människan: Trons glädje och förtröstan
- 587 Herren är min herde god, Psaltaren 23 Finns på Wikisource.
- 588 Från Gud vill jag ej vika
- 589 Ängsliga hjärta, upp ur din dvala Finns på Wikisource.
- 590 O vad är väl all fröjd på jorden
- 591 Pris vare Gud! Allena han
- 592 Sörj för mig, o Fader kär
- 593 Så tag nu mina händer
- 594 Med Gud och hans vänskap Finns på Wikisource.
- 595 Är Gud i himlen för mig

##### Det Kristliga Troslivet: Troslivet hos den enskilda människan: Trons prövning under frestelser och lidanden
- 596 Jag ville lova och prisa
- 597 När ingen dager ögat skådar
- 598 Närmare, Gud, till dig Finns på Wikisource.
- 599 Ju större kors, dess närmre himmel
- 600 Herre, du min tröst och fromma
- 601 Förbida Gud, min själ
- 602 Vänta efter Herren

##### Det Kristliga Troslivet: Troslivet hos den enskilda människan: De trognas helgelse och kristliga vandel: Den dagliga förnyelsen i Kristi efterföljelse
- 603 Jesus för världen givit sitt liv Finns på Wikisource.
- 604 Räds ej bekänna Kristi namn Finns på Wikisource.

##### Det Kristliga Troslivet: Troslivet hos den enskilda människan: De trognas helgelse och kristliga vandel: Vaksamhet, bön och strid
- 605 Gå varsamt, min kristen
- 606 Det spirar i Guds örtagård
- 607 Lyft, min själ, ur jordegruset
- 608 Frukta Gud och låt dig nöja!

##### Det Kristliga Troslivet: Troslivet hos den enskilda människan: De trognas helgelse och kristliga vandel: Människokärlek och barmhärtighet
- 609 Är än min röst som änglars tunga
- 610 Vår Skapare, all världens Gud

##### Det Kristliga Troslivet: Troslivet hos den enskilda människan: De trognas helgelse och kristliga vandel: Trohet i kallelsen
- 611 Trogen var och stadigt lita
- 612 Verka, tills natten kommer
- 613 Mitt kall för världen ringa är
- 614 Gud gav i skaparorden

#### Det Kristliga Troslivet: Troslivet i hem och samhälle

##### Det Kristliga Troslivet: Troslivet i hem och samhälle: Det kristna hemmet: Kristligt hemliv
- 615 Jag och mitt hus för dig, o Gud
- 616 Välsignat är det hem förvisst
- 617 Jag vet en hälsning mera kär Finns på Wikisource.

##### Det Kristliga Troslivet: Troslivet i hem och samhälle: Det kristna hemmet: Äkta makar
- 618 På Gud, som åt fågeln bereder Finns på Wikisource.

##### Det Kristliga Troslivet: Troslivet i hem och samhälle: Det kristna hemmet: Föräldrar och barn
- 619 Gud som haver barnen kär Finns på Wikisource. v. 2-6 upphovsrättsligt skyddade.
- 620 Sov gott, mitt barn, sov gott i Gud
- 621 Ett litet fattigt barn jag är Finns på Wikisource.
- 622 Tryggare kan ingen vara Finns på Wikisource.
- 623 Gläns över sjö och strand Finns på Wikisource.

##### Det Kristliga Troslivet: Troslivet i hem och samhälle: Det kristna hemmet: För ungdom
- 624 Gud, i mina unga dagar Finns på Wikisource.
- 625 Pärlor sköna, ängder gröna Finns på Wikisource.

##### Det Kristliga Troslivet: Troslivet i hem och samhälle: Det kristna hemmet: Måltidspsalm
- 626 I Jesu namn till bords vi gå Finns på Wikisource.

##### Det Kristliga Troslivet: Troslivet i hem och samhälle: Det kristna hemmet: På födelsedagen
- 627 Med tacksam röst och tacksam själ

##### Det Kristliga Troslivet: Troslivet i hem och samhälle: Det kristna hemmet: Sjukdom och hälsa: För sjuka
- 628 Tänk, o Gud, på sjuka alla
- 629 Herre Jesu, vi befalla

##### Det Kristliga Troslivet: Troslivet i hem och samhälle: Det kristna hemmet: Sjukdom och hälsa: För ålderstigna
- 630 Ensam lämnad här i världen

##### Det Kristliga Troslivet: Troslivet i hem och samhälle: Den kristna skolan
- 631 Sanningens Ande, som av höjden talar
- 632 O Herre, du som säger

##### Det Kristliga Troslivet: Troslivet i hem och samhälle: Det kristna samhället: Fädernesland, överhet och undersåtar
- 633 Oss himmelens Gud vill vara när
- 634 Bevara, Gud, vårt fosterland Finns på Wikisource.
- 635 Du folk av ädla fäders stam Finns på Wikisource.

##### Det Kristliga Troslivet: Troslivet i hem och samhälle: Det kristna samhället: Folkets botdagar
- 636 När vi i högsta nöden stå

##### Det Kristliga Troslivet: Troslivet i hem och samhälle: Jordens fruktbarhet: Vid skördefest
- 637 De rika skördar, som förgyllde Finns på Wikisource.
- 638 Kommen för Herren

##### Det Kristliga Troslivet: Troslivet i hem och samhälle: För sjöfarande
- 639 När stormen ryter vilt på hav
- 640 Om Jesus med i skeppet är
- 641 Upptag, Herre, våra böner Finns på Wikisource.

### Tidens skiften

#### Tidens skiften: Årets tider

##### Tidens skiften: Årets tider: Våren
- 642 Likt vårdagssol i morgonglöd

##### Tidens skiften: Årets tider: Sommaren
- 643 I denna ljuva sommartid Finns på Wikisource.
- 644 En vänlig grönskas rika dräkt Finns på Wikisource.

##### Tidens skiften: Årets tider: Hösten
- 645 Fram skrider året i sin gång Finns på Wikisource.
- 646 Av förgängelsen är färgad Finns på Wikisource.

##### Tidens skiften: Årets tider: Vintern
- 647 Hur härligt vittna land och sjö Finns på Wikisource.

#### Tidens skiften: Morgon och aftonpsalmer

##### Tidens skiften: Morgon och aftonpsalmer: Aftonpsalmer
- 648 O Kriste, du som ljuset är Finns på Wikisource.
- 649 Nu dagens sol i glans och prakt
- 650 Bred dina vida vingar Finns på Wikisource.
- 651 Bliv kvar hos mig - se dagens slut är när Finns på Wikisource.

##### Tidens skiften: Morgon och aftonpsalmer: Vid helgmålsringningen
- 652 Det ringer till vila och veckan går ut Finns på Wikisource.

##### Tidens skiften: Morgon och aftonpsalmer: På söndagens afton
- 653 Nu vilans dag förflutit

### De yttersta tingen

#### De yttersta tingen: Livets förgänglihet och evighetens allvar
- 654 Jag är en gäst och främling Finns på Wikisource.

#### De yttersta tingen: De kristnas hopp inför döden
- 655 Dig lyft, min själ, och skåda kring Finns på Wikisource.
- 656 Lär mig, du skog, att vissna glad Finns på Wikisource.
- 657 Våra stunder ila
- 658 En dalande dag, en flyktig stund Finns på Wikisource.
- 659 Snart sista stunden kommen är
- 660 Saliga de som ifrån världens öden Finns på Wikisource.
- 661 Jag vet mig en sömn i Jesu namn
- 662 Hemlandstoner mäktigt ljuda

#### De yttersta tingen: Uppståndelsen, domen och det eviga livet
- 663 Uppvaknen, I kristne alla
- 664 Vredens stora dag + latinska texten Dies irae Finns på Wikisource.
- 665 En herrdag i höjden Finns på Wikisource.
- 666 Nu upp och redo varen
- 667 Tänk, när en gång det töcken har försvunnit Finns på Wikisource.
- 668 Med lust och glädje tänker Finns på Wikisource.
- 669 I djupet av mitt hjärta Finns på Wikisource.
- 670 Jerusalem, du högtbelägna stad Finns på Wikisource.
- 671 O se, den stora, vita här Finns på Wikisource.
- 672 O tänk, när en gång samlad står
- 673 Eja, mitt hjärta, hur innerlig

### Fotnoter
1. ↑  ”Dagboken” (på svenska). Kristianstadsbladet. 27 februari 2003. http://www.kristianstadsbladet.se/familj/dagboken-27-februari/. Läst 6 oktober 2017.
2. ↑  ”Dagens händelser” (på svenska). Sundsvalls tidning. 26 november 2007. Arkiverad från originalet den 6 oktober 2017. https://web.archive.org/web/20171006112004/http://www.st.nu/slakt-o-vanner/dagens-handelser-26-november-1. Läst 6 oktober 2017.